# Māris Kučinskis

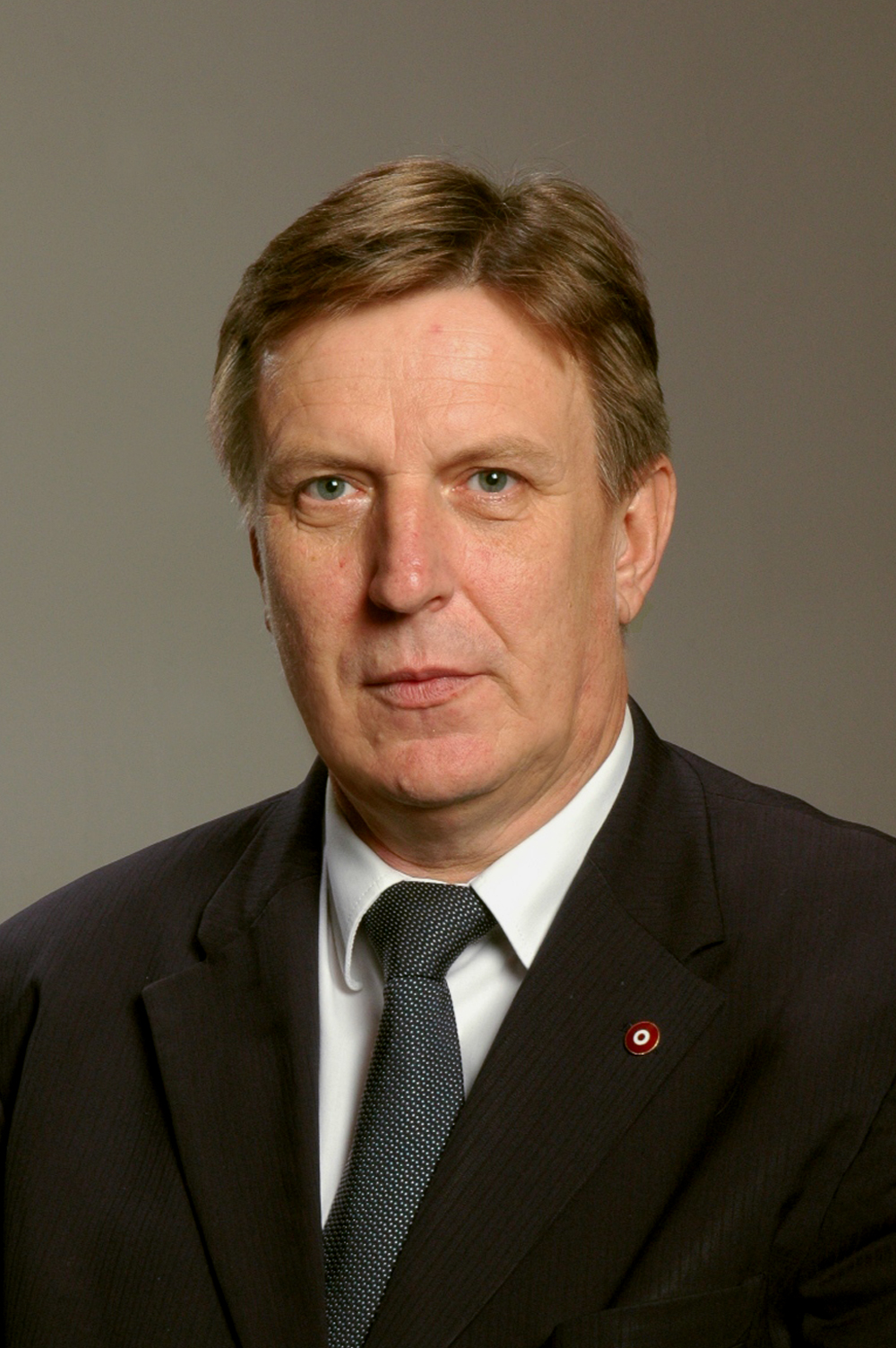
Māris Kučinskis (2010)

Māris Kučinskis (* 28. November 1961 im Bezirk Limbaži) ist ein lettischer Politiker und war vom 11. Februar 2016 bis zum 23. Januar 2019 Ministerpräsident seines Heimatlandes. Vom 14. Dezember 2022 bis 15. September 2023 war er Innenminister im Kabinett Kariņš II.

## Leben
Nach seiner Schulzeit in Valmiera studierte Māris Kučinskis von 1983 bis 1988 Wirtschaftswissenschaften an der Universität Lettlands in Riga. Anschließend arbeitete er in der Kommunalverwaltung von Valmiera. 1991 war er Mitgründer der Firma „SIA Apgāds“, die vor allem im Baustoffhandel tätig war. Zudem arbeitete er für den örtlichen Energieversorger „Valmieras enerģija“ und für die Haus- und Liegenschaftsverwaltungsfirma „Valmieras namsaimnieks“. Seit 2011 war er für die „Vereinigung der großen Städte Lettlands“ (Latvijas Lielo Pilsētu asociācija, LLPA) tätig, den Zusammenschluss der neun so genannten „Republik-Städte“. 2013 wurde er deren Geschäftsführer. Zudem leitete er seit 2012 die Lobby-Agentur „Liepājas pārstāvniecība Rīgā“ (Vertretung Liepājas in Riga).
Māris Kučinskis ist mit Laine Kučinska verheiratet. Er hat zwei Söhne aus einer früheren Ehe.

## Politische Karriere
Seine politische Laufbahn begann Kučinskis 1994 in der Kommunalpolitik, im Stadtrat von Valmiera. Von 1996 bis 2003 war er (mit einer Unterbrechung 1997/1998) dessen Vorsitzender. Von 1998 bis 2000 war er Vorsitzender des Rates des damaligen Rajons Valmiera. 1998 kandidierte er auf der Liste der Tautas partija (Volkspartei, TP) bei der Wahl zur 7. Saeima erstmals – erfolglos – um ein Parlamentsmandat. Auch bei der Wahl zur 8. Saeima 2002 scheiterte er, erlangte jedoch im Folgejahr als Nachrücker einen Parlamentssitz. Von 2004 bis 2006 war er im ersten Kabinett von Aigars Kalvītis Minister für regionale Entwicklung und kommunale Selbstverwaltung. Von 2006 bis 2010 war er Abgeordneter der TP in der 9. Saeima, dann, in der 10. Saeima (2010/2011), Abgeordneter des Wahlbündnisses Par Labu Latviju! (PLL), dem sich die TP 2010 angeschlossen hatte. Bei der Wahl zur 11. Saeima 2011 kandidierte er – erfolglos – auf der Liste des Bündnisses Zaļo un Zemnieku savienība (Bündnis der Grünen und Bauern, ZZS). Bei der Wahl zur 12. Saeima 2014 kehrte Kučinskis auf der Liste der ZZS ins Parlament zurück.
Kučinskis ist Mitglied der kleinen, in Kurland tätigen Regionalpartei Liepājas partija (LP), die von dem Geschäftsmann Uldis Sesks, dem langjährigen Bürgermeister von Liepāja, gesteuert wird. Liepājas partija war lange Zeit mit der ZZS verbunden. Das ermöglichte es ihr, auch auf nationaler Ebene Einfluss zu nehmen.
Nachdem Ministerpräsidentin Laimdota Straujuma im Dezember 2015 zurückgetreten war, beauftragte Präsident Raimonds Vējonis am 13. Januar 2016 Kučinskis, eine neue Regierung zu bilden. Am 11. Februar 2016 wählte ihn die Saeima zum 13. Ministerpräsidenten seit der Wiedergewinnung der Unabhängigkeit Lettlands. Am selben Tag stellte er sein Kabinett vor.
Bei der Parlamentswahl in Lettland 2018 konnte Kučinskis ein Mandat erringen. Doch sein Wahlbündnis wurde nicht mehr an der Regierung beteiligt, sodass er lediglich Abgeordneter im Parlament war. Im Laufe der Legislaturperiode trennte sich Kučinskis’ LP vom Bündnis der Grünen und Bauern. Stattdessen gründete er mit anderen Partnern das Wahlbündnis Apvienotais saraksts (Vereinte Liste, AS), um auch weiterhin auf nationaler Ebene aktiv sein zu können.
Bei der Parlamentswahl 2022 wurde das neue Bündnis auf Anhieb drittstärkste Kraft. Māris Kučinskis konnte sein Abgeordnetenmandat verteidigen und wurde im neuen Kabinett Kariņš II Innenminister.